# Société d'Emboutissage et de Constructions Mécaniques
La Société d'Emboutissage et de Constructions Mécaniques, nota anche con la sua sigla SECM e citata come SECM-Amiot, Avions Amiot o semplicemente Amiot, che fu marchio e cognome del proprietario e fondatore Félix Amiot, fu un'azienda aeronautica francese, attiva nella manutenzione, sviluppo e produzione di aerei civili e militari nella prima metà del XX secolo.

## Storia
La SECM venne fondata da Félix Amiot il 26 luglio 1916 sulla spinta dell'esigenza da parte del Ministère de la Défense francese di sviluppare l'arma aerea durante la prima guerra mondiale e che vedeva un rapido sviluppo del settore aeronautico nazionale. La sede originale venne aperta a Parigi, in Avenue des Ternes, dove le attigue officine si incaricarono di manutenzionare e produrre su licenza parti e modelli di concezione francese, Morane-Saulnier e Breguet, o britannica, Sopwith. L'attività si espanse talmente da dover aprire, alla fine del 1917, una seconda fabbrica a Colombes.
A conflitto concluso, nel 1919, l'azienda lasciò la fabbrica di Ternes per trasferirsi in uno nuovo stabilimento a Colombes dove, all'inizio del decennio successivo, vennero sviluppati nuovi modelli, tutti a velatura biplana e a struttura metallica, destinati al mercato dell'aviazione civile, come il SECM 20 da turismo e il SECM 23 da trasporto, e gli addestratori SECM 22 e SECM 24, il primo proposto alle autorità militari nazionali.
Nel 1927 Amiot acquisì la Société Latham di Caudebec-en-Caux che resterà una sua controllata fino al 1930, anno in cui il governo francese costituì la Société Générale Aéronautique (S.G.A.) nata dall'incorporamento di diversi produttori aeronautici: la Compagnie des Avions Hanriot, la Chantiers Aéro-Maritimes de la Seine (CAMS), la Société Anonyme Nieuport-Astra inclusa la sua controllata Société Aérienne Bordelaise, la fabbrica motoristica statale Lorraine-Dietrich. I fratelli Paul e Pierre Wertheimer e Amiot, come detentori dei pacchetti azionari della fabbrica, realizzarono dei dividendi impressionanti. Ma nel 1934 ci fu il crollo della società, e per evitare uno scandalo politico-militare, il governo autorizzò i fratelli Wertheimer, Amiot e Marcel Bloch ad acquistare la società a basso prezzo. Amiot e i fratelli Wertheimer rilevarono la loro parte per una miseria. In quegli anni la ditta realizzò numerosi velivoli, tra cui l'idrovolante Amiot 110S, i bombardieri Amiot 122, 143, 340, 350, il ricognitore Amiot 130 e il velivolo per voli di lunga durata Amiot 370. Nelle fasi iniziali di riarmo Amiot ottenne un considerevole successo con il bombardiere Amiot 140, che diede vita a tutta una famiglia di aerei tra cui il più noto fu il bombardiere Amiot 143.
I nuovi modelli di bombardieri realizzati prima dello scoppio della seconda guerra mondiale andarono incontro a numerosi problemi di sviluppo, e i rapporti tra la S.E.C.M. e l'Armée de l'air peggiorarono sensibilmente. Indubbiamente Félix Amiot commise degli errori, ma il Ministero dell'Aviazione fu responsabile di numerosi ritardi: cambiamento di politica, termini di pagamento, diminuzione improvvisa dei prestiti, ecc. Inoltre la costruzione in serie era problematica in Francia, e Pierre Wertheimer partì nel gennaio del 1939 per gli Stati Uniti con l'intenzione di avviare un impianto di assemblaggio a New Orleans, Florida. Allo scoppio della seconda guerra mondiale i fratelli Wertheimer lasciarono subito la Francia per il Brasile, stabilendosi poi a New York, ed incaricando Amiot di vegliare sulle loro proprietà.
Il 3 giugno 1940 i laboratori e le fabbriche aeronautiche Amiot di Le Bourget vennero gravemente bombardati. Due giorni dopo fu la volta di Cherbourg. Il 10 giugno Amiot evacuò il suo personale (circa 3.000 dipendenti) verso il sud della Francia. Egli ottenne 3 milioni di franchi da parte del governo trasferitosi a Bordeaux come risarcimento per gli ordini ricevuti prima della guerra. Secondo i dettami armistiziali Amiot dovette riportare il suo personale a Parigi, ma egli scrisse Ma io sono riuscito a sottrarre l'ufficio progettazioni e a mantenerlo nella zona libera (Mais j'ai réussi à soustraire le bureau d'études et le maintenir en zone libre). L'ufficio tecnico si installò a Vichy, ed egli continuò a cercare di recuperare i pagamenti in ritardo per le commesse antecedenti la guerra e per ottenere nuovi finanziamenti. Inoltre costituì una fabbrica aeronautica a Marsiglia, sottraendo così tanti lavoratori al S.T.O (Service du travail obligatoire).
Nella primavera del 1942 i dipendenti di Amiot rimasti nella zona occupata dai tedeschi cercarono di ricreare una loro produzione. Si rivolsero a Pierre Wertheimer, diventato amministratore presso la fabbrica aeronautica statunitense Bell, ma la cosa si rivelò impossibile. Cercarono così di costituire una squadriglia con i colori della Francia Libera nell'Africa del Nord. Felix Amiot finanziò di tasca sua una rete che riuscì a far passare una dozzina di persone in Nord Africa, inviando contemporaneamente informazioni agli inglesi. Purtroppo tale rete spionistica venne smantellata nel maggio 1943, con l'arresto da parte della Gestapo del suo capo Yves Maurice a Perpignan.
Félix Amiot si diede sempre da fare per tutelare gli interessi dei Wertheimer in Francia. Comprò le loro società di profumi (che essi si disputeranno dopo la guerra, al momento di ottenere il controllo dei marchi Bourjois e Chanel), dichiarando il falso per dimostrare che queste società erano puramente ariane. Inoltre cercò di dimostrare la sua buona volontà dando la disponibilità a collaborare con la fabbrica tedesca Junkers Flugzeug und Motorenwerke per costruire 370 aerei da trasporto Junkers Ju 52 (un contratto del valore di 1,2 miliardi di franchi). Amiot avrà ancora qualche problema con la Gestapo nel settembre del 1942, ma poté assumere la gestione di castelli, fabbriche, case di moda, stalle, ecc. di proprietà dei fratelli Wertheimer. Alla liberazione di Parigi ricevette il generale Omar Bradley al château de la Boissière-Beauchamps sito a Lévis-Saint-Nom. Mandò un telegramma ai suoi amici Wertheimer, annunciando la liberazione della Francia, ed essi al loro ritorno in patria si ritrovarono ancora più ricchi di prima della guerra.
A guerra finita i fratelli Wertheimer iniziarono un procedimento civile contro Amiot per recuperare il massimo di ciò che gli era stato confiscato. Comunque sia al termine della guerra Amiot si ritrovò in discrete condizioni finanziarie. Esercitò la licenza di produzione del trimotore Junkers Ju 52, che venne costruito in Francia sotto la denominazione Amiot AAC.1 Toucan. Di questo velivolo furono realizzati 400 esemplari, costruiti per l'esercito francese e per l'uso nelle linee aeree civili in Francia e nei suoi territori d'oltremare.

## Modelli
- SECM 20 Lutèce (biposto da turismo)
- SECM 21 (biposto da turismo)
- SECM 22 (biposto da turismo, realizzato in tre esemplari)
- SECM 23 (triposto da aerofotogrammetria e trasporto persone, 1 esemplare realizzato)
- SECM 24 (velivolo da addestramento, un esemplare costruito)
- SECM 25 (velivolo da addestramento, non realizzato)
- SECM 26 (velivolo da addestramento militare, un esemplare prodotto)
- SECM 100 (biposto da bombardamento notturno, un esemplare realizzato)
- SECM 120 (biposto da bombardamento notturno, tre esemplari realizzati)
- Amiot 110C1 (prototipo di caccia terrestre)
- Amiot 110S (due prototipi di idrovolante da ricognizione)
- Amiot 122
- Amiot 130 (un prototipo di aereo da ricognizione con ala a parasole)
- Amiot 143
- Amiot 150
- Amiot 340 (triposto da bombardamento, un esemplare costruito)
- Amiot 350
- Amiot 351
- Amiot 354
- Amiot 356 (velivolo da primato, un esemplare costruito)
- Amiot 370
- Amiot 380Bn5 (progetto di un bombardiere strategico a cinque posti)
- Amiot 400 (progetto di un velivolo stratosferico)
- Amiot AAC.1 Toucan